# 欧特维耶勒-圣马丹-比德朗
欧特维耶勒-圣马丹-比德朗（法語：Autevielle-Saint-Martin-Bideren，法語發音：[otvjɛl sɛ̃ maʁtɛ̃ bidʁɛ̃]）是法国大西洋比利牛斯省的一个市镇，位于该省中北部，属于奥洛龙-圣玛丽区。该市镇于1842年由原市镇欧特维耶勒（Autevielle）、圣马丹（Saint-Martin）和比德朗（Bideren）合并而成。

## 地理
欧特维耶勒-圣马丹-比德朗（43°23'27"N, 0°58'19"W）面积5.87 平方千米，位于法国新阿基坦大区大西洋比利牛斯省，该省份为法国东南部省份，涵盖了贝阿恩与北巴斯克，西临大西洋比斯開灣，北至朗德省，东北接热尔省，东临上比利牛斯省，南与西班牙接壤。

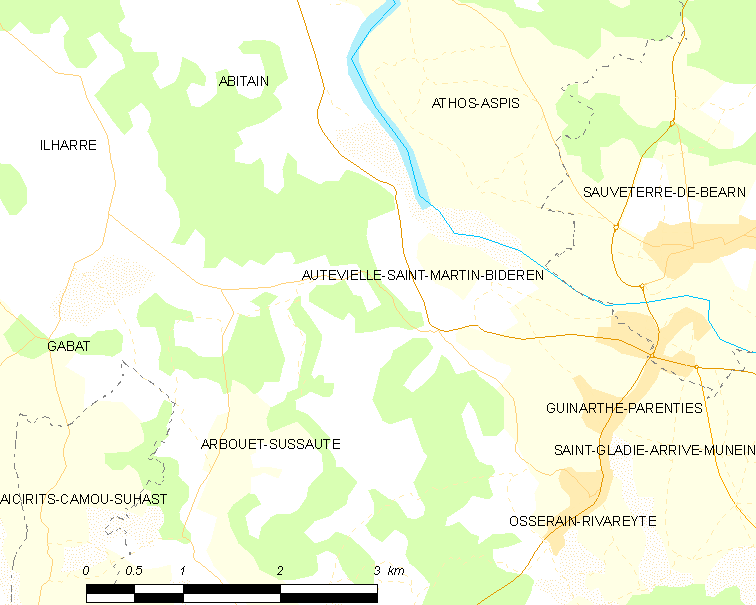
欧特维耶勒-圣马丹-比德朗的OSM定位图

与欧特维耶勒-圣马丹-比德朗接壤的市镇（或旧市镇、城区）包括：索沃泰尔德贝阿恩、阿比坦、阿尔布埃特-叙索特、阿托斯-阿斯皮斯、吉纳尔特-帕朗蒂、奥瑟兰里瓦雷特。
欧特维耶勒-圣马丹-比德朗的时区为UTC+01:00、UTC+02:00（夏令时）。

## 行政
欧特维耶勒-圣马丹-比德朗的邮政编码为64390，INSEE市镇编码为64083。

## 政治
欧特维耶勒-圣马丹-比德朗所属的省级选区为奥尔泰兹-激流与盐之地县。

## 人口
欧特维耶勒-圣马丹-比德朗于2022年1月1日时的人口数量为213人。

1962-2008年间欧特维耶勒-圣马丹-比德朗人口变化图示